# Moc obliczeniowa
Moc obliczeniowa komputera – liczba działań arytmetycznych, jakie może wykonać komputer w określonej jednostce czasu.
Pierwsze komputery wykonywały tylko działania na liczbach całkowitych. Od lat 60. XX wieku większy nacisk kładzie się na działania na liczbach zmiennoprzecinkowych, które są bardziej elastyczne i wygodniejsze w użyciu dla większości zastosowań. Współcześnie moc obliczeniową wyraża się zwykle w liczbie takich operacji na sekundę (FLOPS – ang. FLoating point Operations Per Second).

## Pomiar mocy obliczeniowej
Ponieważ komputery mają różne architektury, sama moc obliczeniowa nie zawsze wystarcza do porównania dwóch systemów komputerowych. Istnieje wiele innych czynników wpływających na efektywność danego systemu, takich jak wydajność pamięci operacyjnej, komunikacji między podzespołami i pamięci podręcznej czy zbiór rozkazów procesora.
Dodatkowo same liczby zmiennoprzecinkowe mogą być reprezentowane w różny sposób, np. jako 32-bitowe lub 64-bitowe (podwójnej precyzji), co sprawia, że obliczenia na nich trudno porównywać. Dlatego niezależnie od podawanej przez producentów mocy obliczeniowej, mierzy się ją często za pomocą testów wzorcowych tzw. benchmarków.

### Przykłady
- Moc obliczeniową superkomputerów mierzy się za pomocą testu LINPACK. Ranking TOP500 tworzony jest na podstawie wyników uzyskiwanych w tym teście. Prezentowana jest też teoretyczna wydajność, wynikająca ze zsumowania wydajności procesorów danego komputera[1]. Przykładowo K computer uzyskał wynik 10,51 PFLOPS przy teoretycznej wydajności 11,28 PFLOPS, a Tianhe-I uzyskał wynik 2,566 PFLOPS przy teoretycznej wydajności 4,701 PFLOPS[2].

- Rozproszony projekt Folding@home raportuje moc obliczeniową uczestników w postaci dwóch statystyk FLOPS: natywnych (dla procesorów graficznych) i x86. Niektóre operacje, takie jak potęgowanie, wymagają wielu instrukcji w architekturze x86, a niewielu na procesorach graficznych[3]. Dlatego wydajność wyrażona w instrukcjach x86 jest wyższa niż w instrukcjach GPU.

- Procesory graficzne mają o wiele wyższą teoretyczną wydajność niż klasyczne procesory, ale może ona być wykorzystana tylko w szczególnych zastosowaniach. Przykładowo AMD Radeon 6990 ma teoretyczną wydajność 5,1 TFLOPS[4] dla obliczeń wykonywanych na liczbach 32-bitowych.

- Komputery kwantowe wykonują obliczenia w inny sposób niż klasyczne i nie ma jednoznacznego sposobu na porównanie ich mocy obliczeniowej do mocy komputerów klasycznych. W przypadku rozwiązywania niektórych problemów, takich jak faktoryzacja, ich moc obliczeniowa w porównaniu do komputerów klasycznych może zależeć wykładniczo od liczby splątanych kubitów w ich pamięci[5].